# موزه تاریخ طبیعی، برلین
موزه تاریخ طبیعی (آلمانی: Museum für Naturkunde) یک موزه تاریخ طبیعی واقع در برلین، آلمان است. این موزه طیف گسترده‌ای از نمونه‌ها را از بخش‌های مختلف تاریخ طبیعی به نمایش می‌گذارد و در این زمینه، یکی از سه موزه اصلی آلمان در کنار موزه زنکنبرگ در فرانکفورت و موزه کونیگ در بن است.
این موزه بیش از ۳۰ میلیون نمونه جانورشناسی، دیرین‌شناسی و کانی‌شناسی، از جمله بیش از ده هزار نماد را در خود جای داده است. این موزه به خاطر دو نمایشگاه مشهور است: بزرگ‌ترین دایناسور سوار شده در جهان (یک اسکلت جیرافاتیتان) و یک نمونه به خوبی حفظ شده از اولین پرنده شناخته شده، آرکئوپتریکس. مجموعه‌های معدنی این موزه به فرهنگستان علوم پروس در سال ۱۷۰۰ برمی‌گردد. نمونه‌های جانورشناسی تاریخی مهم شامل نمونه‌هایی هستند که توسط سفر اکتشافی ژرف‌دریای وادلیوای آلمان (۱۸۹۸–۱۸۹۹)، سفر اکتشافی جنوبگان آلمان (۱۹۰۱–۱۹۰۳) و سفر اکتشافی سوندای آلمان (۱۹۲۹–۱۹۳۱) بازیابی شده‌اند. سفرهای اکتشافی به بسترهای فسیل در تنداگورو در آفریقای شرقی آلمان سابق (امروزه تانزانیا) گنجینه‌های غنی دیرینه‌شناسی را کشف کردند. این مجموعه‌ها آنقدر گسترده هستند که کمتر از ۱ در ۵۰۰۰ نمونه به نمایش گذاشته می‌شود و محققان را از سراسر جهان جذب می‌کنند. نمایشگاه‌های دیگر عبارتند از: یک مجموعه معدنی که ۷۵ درصد از مواد معدنی جهان را نشان می‌دهد، یک مجموعه بزرگ شهاب‌واره، بزرگ‌ترین قطعه کهربا در جهان؛ نمایشگاه‌هایی از کوآگا، نوک‌تیزک و گرگ تاسمانی که اکنون منقرض شده‌اند، و «بابی» گوریل، یک فرد مشهور باغ‌وحش برلین از دهه ۱۹۲۰ و ۱۹۳۰.
در نوامبر ۲۰۱۸، دولت آلمان و شهر برلین تصمیم گرفتند ساختمان را با بیش از ۶۰۰ میلیون یورو گسترش داده و بهبود بخشند.